# Dexter Jackson (kulturista)

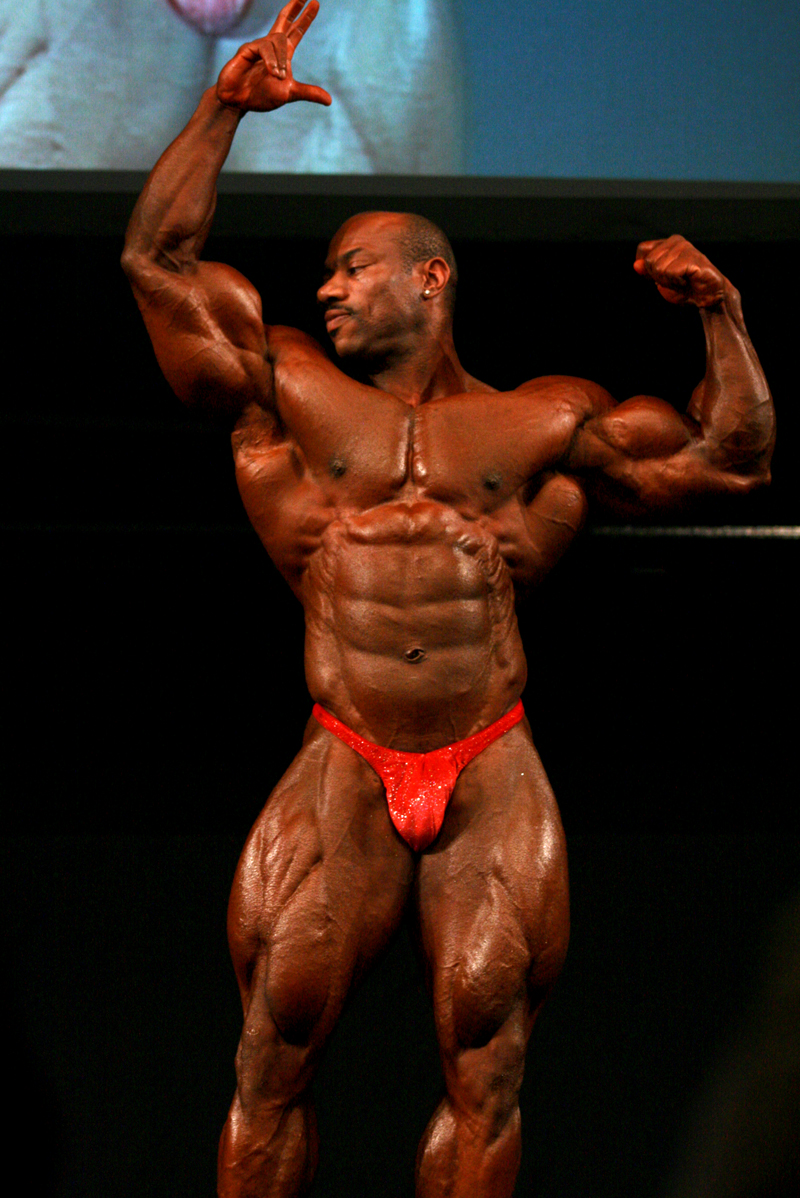
2008 IFBB Australian Pro Grand Prix VIII Osobní informace:.................................... Přezdívka: The Blade, DJ........................... Narození: 25.11.1969, Jacksonville, Florida Výška: 168 cm (5 ft, 6 in)............................ Závodní váha: 98 kg (215 lb)..................... Mimosoutěžní váha: 107 kg (235 lb)....... Obvod hrudníku: 132 cm.......................... Obvod paže: 50 cm..................................

Dexter „The Blade“ Jackson (* 25. září 1969) je americký profesionální kulturista soutěžící pod organizací IFBB. Jeho největší úspěch je vítězství na Mr. Olympia v roce 2008. Jackson vyhrál více soutěží než ostatní. Je držitelem rekordu v počtu vítězství v soutěži Arnold Classic (2005, 2006, 2008, 2013, 2015). Po výhře na Arnold Classic 2015 skončil druhý na Mr. Olympia. Pochází z Jacksonville z Floridy.

## Životopis
Jeho první soutěž v kulturistice pod organizací NPC (National Physique Committee) byla NPC Southern States Championship, na které skončil třetí. Mezi profesionály poprvé soutěžil roku 1999 na soutěži Arnold Classic, Night of Champions a Mr. Olympia. Na těchto soutěžích se umístil sedmý, třetí a devátý.
Roku 2007 se umístil na soutěži Mr. Olympia třetí, ovšem mnoho kritiků uvedlo, že nemá na to umístit se výše. Toto tvrzení ovšem vyvrátil roku 2008, kdy porazil jeho největšího rivala Jaye Cutlera a tím si zajistil první místo. Ten stejný rok vyhrál také Arnold Classic a stal se tak teprve druhým člověkem kterému se to povedlo.
Rok 2008 byl pro Dextera nejúspěšnější rok jeho kariéry. Povedlo se mu vyhrát Arnold Classic, Australian Pro Grand Prix VIII, New Zealand Grand Prix, Russian Grand Prix a Mr. Olympia.
V roce 2012 se Jackson umístil na 4. místě v Mr. Olympia, poté každého překvapil tím, že vyhrál letošní Masters Olympia ve věku 43 let a poté v roce 2013 získal svůj čtvrtý titul Arnold Classic..
V roce 2015 ukázal, že i přes věk 45 let je stále ve formě, když skončil druhý na Mr. Olympia, což je jeho druhý nejvyšší výkon hned po výhře v této soutěži v roce 2008.
Dexter Jackson se objevil na stránkách mnoha časopisů a knih o kulturistice. V roce 2009 natočil i své dokumentární DVD: Dexter Jackson: Unbreakable, které vystihuje jeho kariéru kulturisty již od mládí.

## Soutěžní historie
- 1992 NPC Southern States, Lightweight, 3. místo
- 1995 NPC USA Championships, Light-Heavyweight, 1. místo
- 1996 NPC Nationals, Light-Heavyweight, 6. místo
- 1998 North American Championships, Light-HeavyWeight, 1. místo a Overall
- 1999 Arnold Classic, 7. místo
- 1999 Grand Prix England, 4. místo
- 1999 Night of Champions, 3. místo
- 1999 Mr. Olympia, 9. místo
- 1999 World Pro Championships, 4. místo
- 2000 Arnold Classic, 5. místo
- 2000 Grand Prix Hungary, 2. místo
- 2000 Ironman Pro Invitational, 3. místo
- 2000 Night of Champions, 8. místo
- 2000 Mr. Olympia, 9. místo
- 2000 Toronto Pro Invitational, 2. místo
- 2001 Arnold Classic, 5. místo
- 2001 Grand Prix Australia, 3. místo
- 2001 Grand Prix England, 4. místo
- 2001 Grand Prix Hungary, 3. místo
- 2001 Night of Champions, 2. místo
- 2001 Mr. Olympia, 8. místo
- 2001 Toronto Pro Invitational, 2. místo
- 2002 Arnold Classic, 3. místo
- 2002 Grand Prix Australia, 2. místo
- 2002 Grand Prix Austria, 2. místo
- 2002 Grand Prix England, 1. místo
- 2002 Grand Prix Holland, 3. místo
- 2002 Mr. Olympia, 4. místo
- 2002 San Francisco Pro Invitational, 3. místo
- 2002 Show of Strength Pro Championship, 6. místo
- 2003 Arnold Classic, 4. místo
- 2003 Maximum Pro Invitational, 3. místo
- 2003 Mr. Olympia, 3. místo
- 2003 San Francisco Pro Invitational, 3. místo
- 2003 Show of Strength Pro Championship, 1. místo
- 2004 Arnold Classic, 3. místo
- 2004 Grand Prix Australia, 1. místo
- 2004 Ironman Pro Invitational, 1. místo
- 2004 Mr. Olympia, 4. místo
- 2004 San Francisco Pro Invitational, 1. místo
- 2005 Arnold Classic, 1. místo
- 2005 San Francisco Pro Invitational, 2. místo
- 2006 Arnold Classic, 1. místo
- 2006 Mr. Olympia, 4. místo
- 2007 Arnold Classic, 2. místo
- 2007 IFBB Australian Pro Grand Prix, 1. místo
- 2007 Mr. Olympia, 3. místo
- 2008 Arnold Classic, 1. místo
- 2008 IFBB Australian Pro Grand Prix VIII, 1. místo
- 2008 IFBB New Zealand Grand Prix, 1. místo
- 2008 IFBB Russian Grand Prix, 1. místo
- 2008 Mr. Olympia, 1. místo
- 2009 Mr. Olympia, 3. místo
- 2010 Arnold Classic, 4. místo
- 2010 IFBB Australian Pro Grand Prix, 2. místo
- 2010 Mr. Olympia, 4. místo
- 2011 Flex Pro, 2. místo
- 2011 Mr. Olympia, 6. místo
- 2011 FIBO Pro, 1. místo
- 2011 Pro Masters World Champion, 1st
- 2012 Arnold Classic, 5th
- 2012 Mr. Olympia, 4th
- 2012 IFBB Masters Olympia, 1st
- 2013 Arnold Classic, 1st
- 2013 IFBB Australian Pro Grand Prix, 1. místo
- 2013 Mr. Olympia, 5. místo
- 2013 EVLS Prague Pro, 2. místo
- 2013 Tijuana Pro, 1. místo
- 2014 Mr. Olympia, 5t. místo
- 2014 Arnold Classic Europe, 3. místo
- 2014 Dubai Pro, 1. místo
- 2014 Prague Pro, 2. místo
- 2015 Arnold Classic, 1. místo
- 2015 Arnold Classic Australia, 1. místo
- 2015 Arnold Classic Europe, 1. místo
- 2015 Mr. Olympia, 2. místo
- 2015 Prague Pro, 1. místo
- 2016 New York Pro, 1. místo
- 2016 Arnold Classic South Africa, 1. místo
- 2016 Mr. Olympia, 3. místo
- 2016 Arnold Classic Europe, 1. místo
- 2016 Prague Pro, 3. místo
- 2016 Mr. Olympia Europe, 1. místo
- 2017 Mr. Olympia, 4. místo
- 2017 Prague Pro, 3. místo
- 2018 Arnold Classic, 2. místo
- 2018 IFBB Arnold Classic Australia, 3. místo
- 2018 Mr. Olympia, 7. místo
- 2019 Tampa Pro, 1. místo
- 2019 Mr. Olympia, 4. místo
- 2020 Arnold Classic, 2. místo
- 2020 Mr. Olympia, 9. místo